# Баш-Кюнгют
Баш-Кюнгют (азерб. Baş Küngüt) — село  и муниципалитет в Шекинском районе Азербайджана.

## География
Баш-Кюнгют расположен на берегу реки Кюнгют (приток Айричая) в 30 км к юго-востоку от районного центра Шеки.

## История
В селе находятся руины древнеалбанского храма.

## Население
В «Кавказском календаре» на 1856 год отмечается «татарское» (азербайджанское) село Кюнгютъ Хачмазского участка, с разговорным языком «татарским» (азербайджанским).
Религиозный состав жителей села указывается как мусульмане-сунниты.
Согласно результатам Азербайджанской сельскохозяйственной переписи 1921 года в Баш Кюнгут Кюнгутского сельского общества Нухинского уезда Азербайджанской ССР проживало 558 человек (116 хозяйств), преимущественно тюрки-азербайджанцы, население состояло из 301 мужчины и 257 женщин.
По состоянию на 1976 год в селе Баш-Кюнгют проживало 1152 жителей занимавшихся табаководством, разведением зерновых, животноводством. В селе имелись средняя школа, библиотека, дом культуры.